# Широколистяні ліси помірної зони

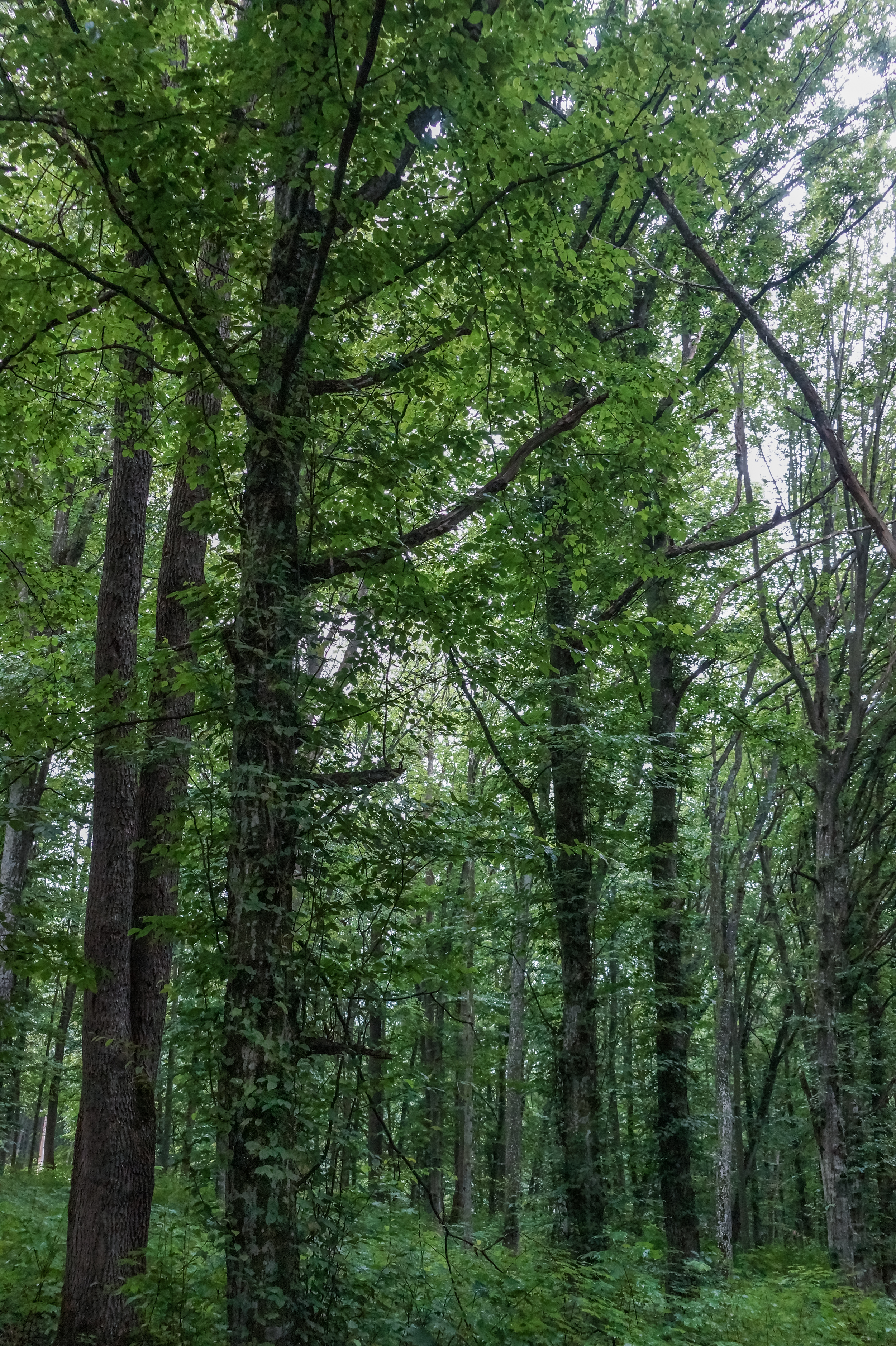
Широколистяний ліс, Городоцький заказник

Широколистяні ліси помірного поясу — ліси, утворені листопадними деревами із широкими листовими пластинками. Утворюють у Північній півкулі широтну підзону, якій відповідає широтний пояс у горах між хвойними (бореальними) лісами й степами. На північному кордоні обмежуючим фактором, є тривалий холодний період і нестача тепла влітку, на південних — нестача кількості опадів. Згідно з сучасними палеоботанічними дослідженнями в більшості місцевостей широколистяні ліси є не корінною системою, а результатом зміни мішаних лісів під антропогенним впливом.
Типові ґрунти: сірі, темно-сірі й бурі лісові ґрунти, рідше чорноземи. Ярусна структура рослинності виражена добре, зімкнутий деревний ярус досягає 30 м, звичайні чагарниковий підлісок і трав'яно-чагарниковий покрив, якому властиві весняні ефемери, що встигають пройти цикл розвитку (від розпускання листів до дозрівання насіння) навесні, до розпускання листя на деревах і чагарниках.

## Поширення
У Південній півкулі широколистяні ліси представлені фрагментарно, складаються переважно з південного бука нотофагуса. У Європі зона широколистяних лісів починається на заході широкою смугою, до сходу звужується, не переходячи на східні схили Уралу. У ній переважають букові, дубові, рідше грабові й липові ліси відносно бідного флористичного складу. У Північній Америці широколистяні ліси поширені тільки уздовж Атлантичного узбережжя й в Аппалачах, де представлені кленово-буковими, дубово-гікорієвими, дубовими, а в минулому (до знищення каштана паразитним грибом) — дубово-каштановими лісами.
У змішаних лісах зустрічаються майже всі європейські види дерев, а також реліктові: маґнолія, каркас, платан, чарівний горіх. Особливо характерні тюльпанне й амброве дерево, сніговець, тсуґа канадська, дуґласія. Із чагарників звичайні кизил, бересклет, падуб, рододендрони. Дуже різноманітні й трави в широколистяних лісах.
Ще багатшим є видовий склад широколистяних лісів на сході Азії — на Далекому Сході Росії й у Північному Китаї, де більшу роль грають мішані ліси за участю хвойних порід. Власне на Далекому Сході збереглися справжні корінні мішані ліси які не зазнали тисячолітнього людського впливу. У Східній Європі широколистяні ліси представлені в основному дібровами на Кавказі поширені букові ліси. Дотепер їх збереглося мало, оскільки здавна вони вирубуються.

## Ресурси Інтернету
- [Архівовано 2 листопада 2013 у Wayback Machine.] Біоми Землі — широколистяні ліси